# غيليس هامل
غيليس هامل هو لاعب هوكي الجليد كندي، ولد في 18 مارس 1960 في أسبستوس في كندا.

## وصلات خارجية
- غيليس هامل على موقع دوري الهوكي الوطني (الإنجليزية)
- غيليس هامل على موقع قاعة مشاهير الهوكي (لاعب أن.إتش.أل) (الإنجليزية)
- غيليس هامل على موقع EliteProspects.com (الإنجليزية)
- غيليس هامل على موقع HockeyDB.com (الإنجليزية)
- غيليس هامل على موقع Hockey-Reference.com (الإنجليزية)